# Yanoconodon
Yanoconodon es un género monoespecífico extinto de mamíferos triconodontos (Eutriconodonta) del Cretácico. La única especie se denomina Yanoconodon allini. Vivió hace 125 millones de años en el Mesozoico, en lo que hoy es China. La estructura de su oído medio está a medio camino entre la de los mamíferos modernos y los mamaliaformes.
Yanoconodon medía unos 15 centímetros de largo y pesaba alrededor de 30 gramos, y los científicos creen que era un animal nocturno que comía insectos. Presenta costillas lumbares, hecho muy raro entre los mamíferos.
Para ser mamífero se considera que tenía un cuerpo extraño, con un pecho alargado y extremidades cortas, parecido a una lagartija. Su hábitat destacaba por la abundancia de agua, flores y diversos animales que mostraban especial interés en el Yanoconodon como presa. Sin embargo, si por algo destacaba este mamífero era por su capacidad auditiva, que le permitía percatarse de cualquier movimiento sospechoso de ataque de los distintos dinosaurios y bestias con los que convivía.
La estructura del oído permite conocer a los investigadores un factor importante en relación con la evolución de los mamíferos ya que el Yanoconodon supone una etapa intermedia en el desarrollo de la estructura auditiva de los mamíferos. Se considera que muchos mamíferos primitivos evolucionaron en esta faceta como necesidad para defenderse del cruel entorno que les rodeaba.
Se sigue trabajando e investigando acerca de la evolución de la estructura auditiva de los mamíferos en la actualidad. A pesar de que se tiene constancia de la existencia de los primeros hace 220 millones de años. Sin embargo, el desarrollo de esta capacidad auditiva a los mamíferos modernos consta de decenas de millones de años más.